# Vinäsätten
Vinäsätten eller Birger Karlssons ätt är ett nutida konventionellt namn på en svensk medeltida frälseätt som fått sitt namn efter sitt ursprung från godset Vinäs, beläget på två holmar i Storsjön, i Västra Eds socken i Västerviks kommun. Ätten härstammade på kvinnosidan från Bjälboätten och tillhörde Sveriges högfrälse, samt förde samma vapen som Bergkvaraätten, men i litteraturen finns inga uppgifter om släktskap mellan Bergkvaraätten och Vinäsätten. Ätten utdog innan Sveriges Riddarhus grundades 1625, varför den aldrig introducerades där som adelsätt.
Vapen: en sjuuddig stjärna, liknande vapnet för ätten Kase och Bergkvaraätten.
Den förste kände dokumenterade ägaren till Vinäs gård, Magnus Karlsson (stjärna) levde 1347,  då han skrev sig till Vinäs. Han var möjligen gift med Cecilia Folkesdotter (Ama), i vilkens ätt förnamnet Holmger var vanligt, och hennes far Folke Ulfsson (Ama) hade ägt jord i såväl Glänås som i Hundkärr i Västra Eds socken, där Magnus Karlssons son Nils Magnusson senare ägde jord.
Magnus Karlsson hade sönerna Holmger (död barnlös) och Nils Magnusson, som 1360, då han gjorde sitt testamente, skrev sig till Vinäs (även han var barnlös). Magnus Karlsson hade däremot minst tre bröder: Martin, Johannes och Birger Karlsson. Vid en pantskrivning den 17 augusti 1360 beseglas dokumentet av Nils Magnussons farbror Birger Karlsson och dennes son Karl Birgersson.
Nils Magnusson till Vinäs upprättar sitt testamente 27 oktober 1360.
Sigrid Magnusdotter skrev sig 21 oktober 1365 till Vinäs, och hon var då gift med en Tjägn Jonsson (fem stjärnor), borgare i Västervik. År 1369 är Sigrid Magnusdotter omgift med en Sigge Birgersson (tandad mantelskura), hans sigill också beskrivet som kluven och dubbel trappskura i sköld, när han skriver sig Sigge Birgersson i Vinäs. Sigrid Magnusdotter upprättar sitt testamente 20 februari 1370, då hon valde sin grav i Eds kyrka.
Sigrid Magnusdotter hade döttrarna Katarina Tjängsdotter, gift med borgmästaren i gamla Västervik, nuvarande Gamleby, Sjunde Ragvaldsson. Makarna hade redan 1370 sålt jord i Vånga till Bo Jonsson Grip, och 1379 sålde Katarina Tjängsdotter (hennes patronymikon är felaktigt i dokumentet) och hennes make Sjunde Ragvaldsson Vinäs till Bo Jonsson Grip:
| ”                | Anno Domenea 1389 kopte Boo Jonson Vjnes aff en frv heter Karin Glysingsdoter. Hon forde fäm stiiarnor j sjtt vapn. | „ |
| – SDHK-nr: 11375 | |   |

Bo Jonsson hade tidigare köpt Hundkärr, och åren 1380 och 1383  jord i närheten av Vinäs, samt 1385 i gamla Västervik   och i juni 1409 omnämns Katrina som änka efter Sjunde Ragvaldsson, samt testamenterar till Vadstena kloster gården Möckelhult jämte torpet Vallemåla i Dalhems socken (Norra) Tjusts härad. Den 30 november 1409 förbinder sig Knut Bosson (Grip)s änka Ermegard Bülow (ca 1364–1421) att hålla hustru Katarina skadeslös för alla krav rörande de pengar hennes man Sjunde uppburit på Vinäs, och 1418 skänker änkan Katarina skänker till Vadstena kloster vad hon äger i Möckelhult och Holmabodha.
Vinäs blev senare friherreskap för Bo Jonssons ättlingar som tog namnet Grip till Vinäs.

## Kända medlemmar
- Karl

1. Magnus Karlsson, skrev sig till Vinäs, levde 1347
  1. Holmger Magnusson, död barnlös
  2. Nils Magnusson, skrev sig till Vinäs, död barnlös
  3. Sigrid Magnusdotter, skrev sig 1365 till Vinäs. Gift 1) med en Tjägn Jonsson (fem stjärnor), och gift 2) med Sigge Birgersson (tandad mantelskura)
2. Birger Karlsson, levde 1360.[17]
  1. Karl Birgersson, död före 1387, gift med Gertrud Gertsdotter (Moltke)[18]
    1. Ingeborg Karlsdotter, Död efter 1411, gift med Sten Bosson (Natt och Dag)
    2. Birger Karlsson, död efter 1390. (Med okänd mor) [18] 1387 ärver Birger Karlsson flera gods efter Karl Birgersson (Vinäsätten)[19]
3. Martin Karlsson, levde 1360
4. Johannes Karlsson, levde 1360